# الطريق الأوروبي E17
الطريق الأوروبي E17 يمر الطريق الأوروبي عبر بلجيكا وفرنسا.